# Gatehouseite
La gatehouseite è un minerale.